# The Sims 3: Generations
The Sims 3: Generations je četvrti dodatak na igru The Sims 3. Electronic Arts najavio je Generations 5. travnja 2011., a dodatak je pušten u prodaju 3. lipnja 2011. u Europi, a 31. svibnja 2011. u Sjevernoj Americi. Generations sadržava elemente The Sims 2: Family Fun Stuff, The Sims: House Party, The Sims 2: Teen Style Stuff, The Sims 2: FreeTime, The Sims 2: University i The Sims 2: Celebration! Stuff. U The Sims 3: Generations svaka životna faza ima temu.

## Igra
The Sims 3: Generations pruža raznolik i nov spektar stvari, osobina i životnih situacija koje Simsi proživljavaju kroz život.
Mašta,izmišljeni prijatelji i razna vjerovanja su ključ dječje faze. Ključ tinejdžerske faze su pobune protiv roditelja, kaotične scene, gađanje kuća jajima, podmetanje smrdljivih bombi. Roditelj naravno svoje dijete može staviti u kaznu i dati mu zadatke poput čišćenja kuće, kupaonice ili kuhinje. Mladi odrasli žele poboljšati veze s ostalima, vjenčati se, zaposliti i imati djecu. Stariji odrasli prolaze kroz krizu srednjih godina pa žele kupovati brz automobile i trošiti novac. Stariji ljudi troše svoje vrijeme na 
prisjećanje na "zlatne" godine i gledanje svoje unučadi kako rastu. Dodano je i novih pet škola u koje roditelji mogu poslati svoju djecu uključujući vojnu školu, vrtić i umjetničku školu. U tim školama djeca mogu ostati u fazi djetinjstva i tinejdžerstva. Generations pruža mnogo novih stvari npr. zabave, izvanškolske aktivnosti, nova karijera Dnevna njega, kloniranje, smrzavanje godina, kućice na drvu.